# Пригоровский, Георгий Михайлович
Георгий Михайлович Пригоровский (1884, Клинцы — 5 декабря 1937, Томск) — историк-антиковед, эпиграфист и переводчик; специализировался на истории древнего Средиземноморья; окончил историко-филологический факультет Московского университета (1908); профессор исторического/общественно-педагогического отделения (1919), профессор на кафедре истории античного мира (1921—1925), относившейся к факультету общественных наук; профессор на кафедре истории Древнего мира при этнологическом факультете (1925—1930). Арестован по делу «Союза спасения России» в мае 1937 года и расстрелян в декабре.

## Биография
Георгий Пригоровский родился в 1884 году в городе Клинцы; его мать, Анастасия Пригоровская, проживала в Лондоне. В 1908 году Пригоровский окончил историко-филологический факультет Императорского Московского университета. Являлся приват-доцентом на кафедре всеобщей истории; в годы Гражданской войны в России — в 1919 — он стал профессором исторического/общественно-педагогического отделения Московского университета; затем, уже в советское время, он занял пост профессора кафедры истории античного мира факультета общественных наук (ФОН; 1925—1930) и профессора на кафедре истории Древнего мира, относившейся к этнологическому факультету (в те же годы). Состоял действительным членом Исторического института при факультете общественных наук с 1921 по 1925 год.
В 1930-х годах Пригоровский был арестован и приговорен к 5 годам ссылки — отправлен в Томск; повторно арестован в мае 1937 по делу «Союза спасения России» и расстрелян в декабре; реабилитирован в ноябре 1956 года.

## Работы
Георгий Пригоровский специализировался на история древнего Средиземноморья: прежде всего, Древнего Египта и Древней Греции:
- Греция / Г. Пригоровский. — Москва ; Ленинград : Государственное издательство, 1925. — 111, [1] c. ; 24 см. — (История в источниках : пособие для практических занятий). — Библиогр. в подстроч. примеч. — 5 000 экз.
- «Каппадокийские таблички и их историческое значение» (1928)
- «Папирусы Мемфисского Серапея» (1929)